# Marschall (thüringisches Adelsgeschlecht)

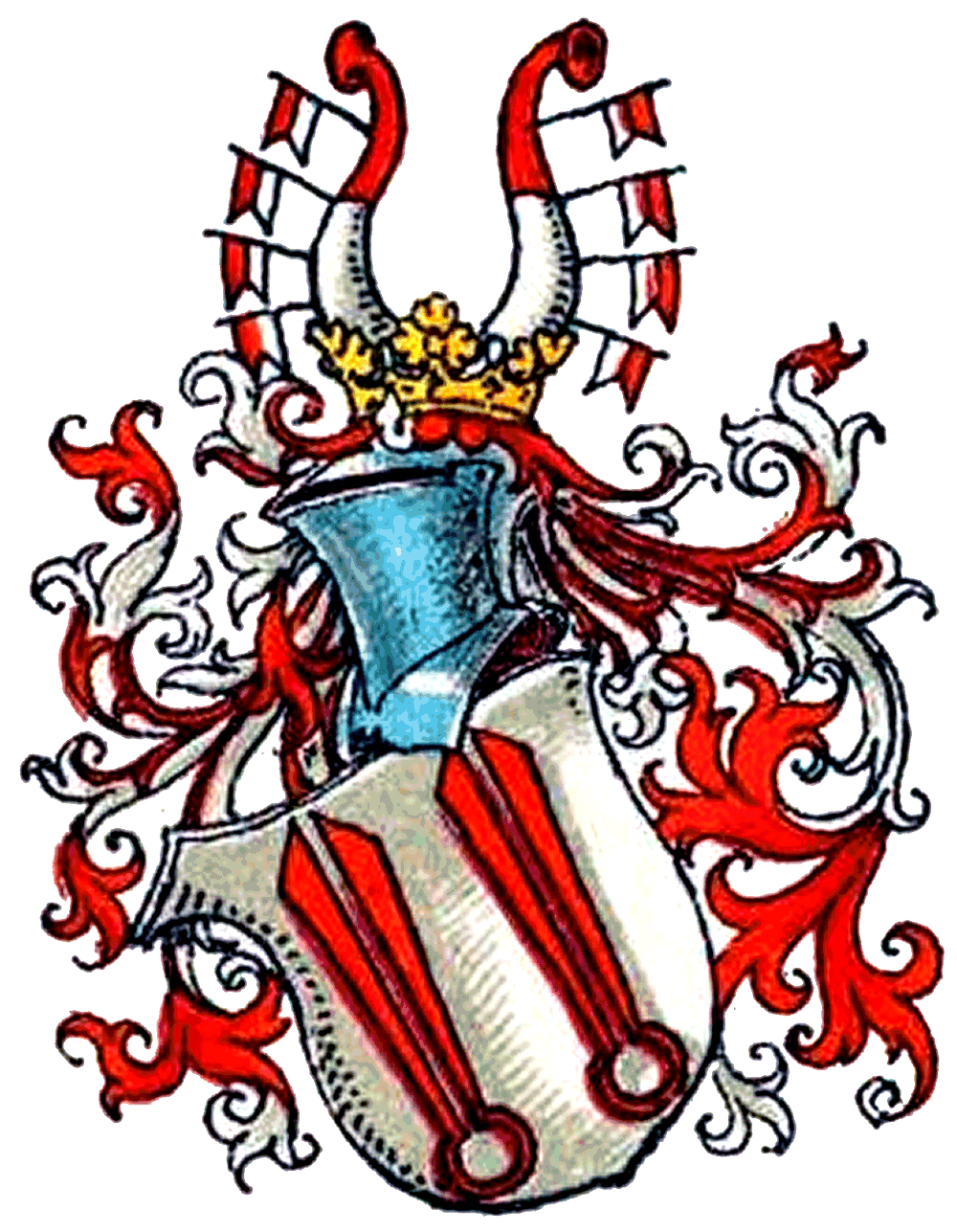
Wappen der Marschall von Ebersberg

Die Familie Marschall von Eckartsberga (auch Ekersberg, Egersberg oder Eckersberg), von Ebersberg (auch Ebersburg) und von Altengottern ist ein thüringisches Uradelsgeschlecht. Es übte am Hof der Landgrafen von Thüringen das erbliche Amt des Marschalls aus. Verschiedene Linien des Ministerialengeschlechts benannten sich auch nach anderen von ihnen besessenen Gütern. Die Linie der Freiherren Marschall von Altengottern besteht als einzige bis heute.

## Geschichte
Die Familie soll dem Geschlecht derer von Vargula entstammen, von denen einige im 12. bis ins 14. Jahrhundert Erbtruchsesse der Thüringer Landgrafen waren. Sie leitet ihren Namen von ihrem Erbamt als Erbmarschälle zu Thüringen her.
Den Anfang macht der vor 1199 verstorbene ludowingische Marschall Cunemund von Vargula, der sich nach 1186 Cunemund von Eckarsberga (auch Kunimund von Eckartisberg) nannte. Er gehörte zu den bedeutendsten landgräflichen Ministerialen der 1180er und 1190er Jahre und war Marschall des Landgrafen Hermann I. aus dem Hause der Ludowinger. Cunemund heiratete Hedwig Schenk von Vargula, deren Familie das Erbamt der thüringischen Mundschenken ausübte. 
Er hatte fünf Söhne, von denen Kunemund der Weiße (Albus) und Kunemund der Linke auf dem dritten Kreuzzuge starben. Kunemund der Große (Ältere) war landgräflicher Minister. Von Kunemund der Krause (Crispus) erfährt man nicht viel. 
Der fünfte Sohn Heinrich soll später den Titel eines Marschalls geführt haben. Dessen Sohn Heinrich wird als Burgmann der landgräflichen Eckartsburg (der Altenburg in Eckartsberga) und 1207 als Marschall der landgräflichen Ebersburg (Ebersberg) erwähnt.
Die Enkel Heinrich II., Heinrich III., Hermann, Dietrich und Gerhard nennen sich im Jahre 1251 alle noch Marschälle von Eckartsberga. Sie gelten als nicht verwandt mit den gleichnamigen, aber ein anderes Wappen führenden Marschällen von Eckersberg (teils auch von Eckartsberg genannt), die wohl ebenfalls auf der Eckartsburg in Eckartsberga Ministerialendienst taten. 1246 wurde der auf der Ebersburg ansässige Marschall abgelöst.
Die nachfolgenden Generationen benannten sich teils nach den ursprünglichen landesherrlichen Burgen Eckartsberga und Ebersberg, teils nach neu erworbenen Lehensgütern: Marschall von Ekersberg (ca. 1178) bzw. Eckertsberge/Eckartsberga (1251), Ebersberg (1207), (Herren-)Gosserstedt (1282), Guthmannshausen, (Burg-)Holzhausen (1295), Großen- und Altengottern (1652–1945), Trebra (1293), Thomasbrück, Tröber.
Schloss Altengottern war von 1634 bis 1945 im Besitz der Familie.

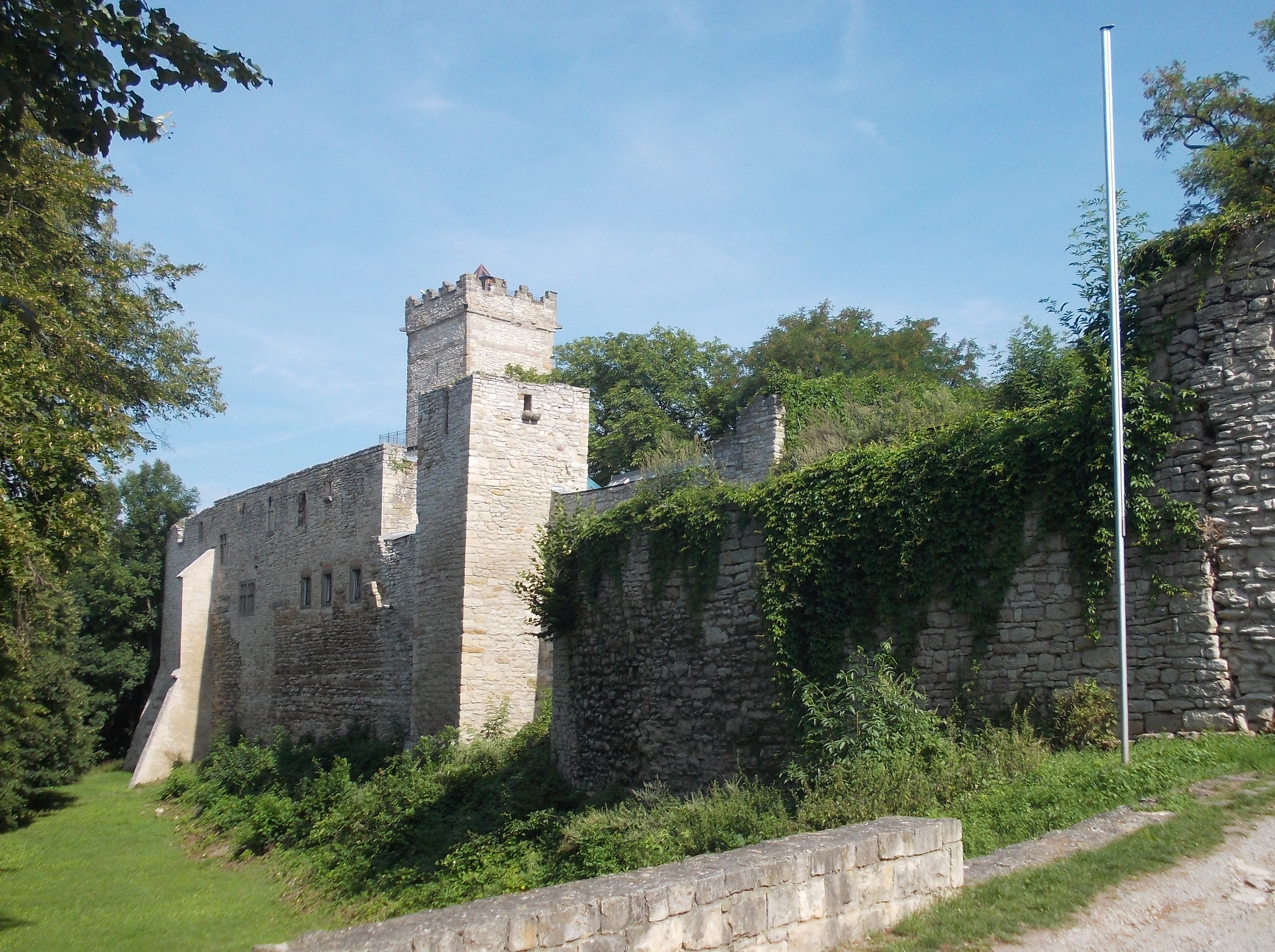
Burg Eckartsberga
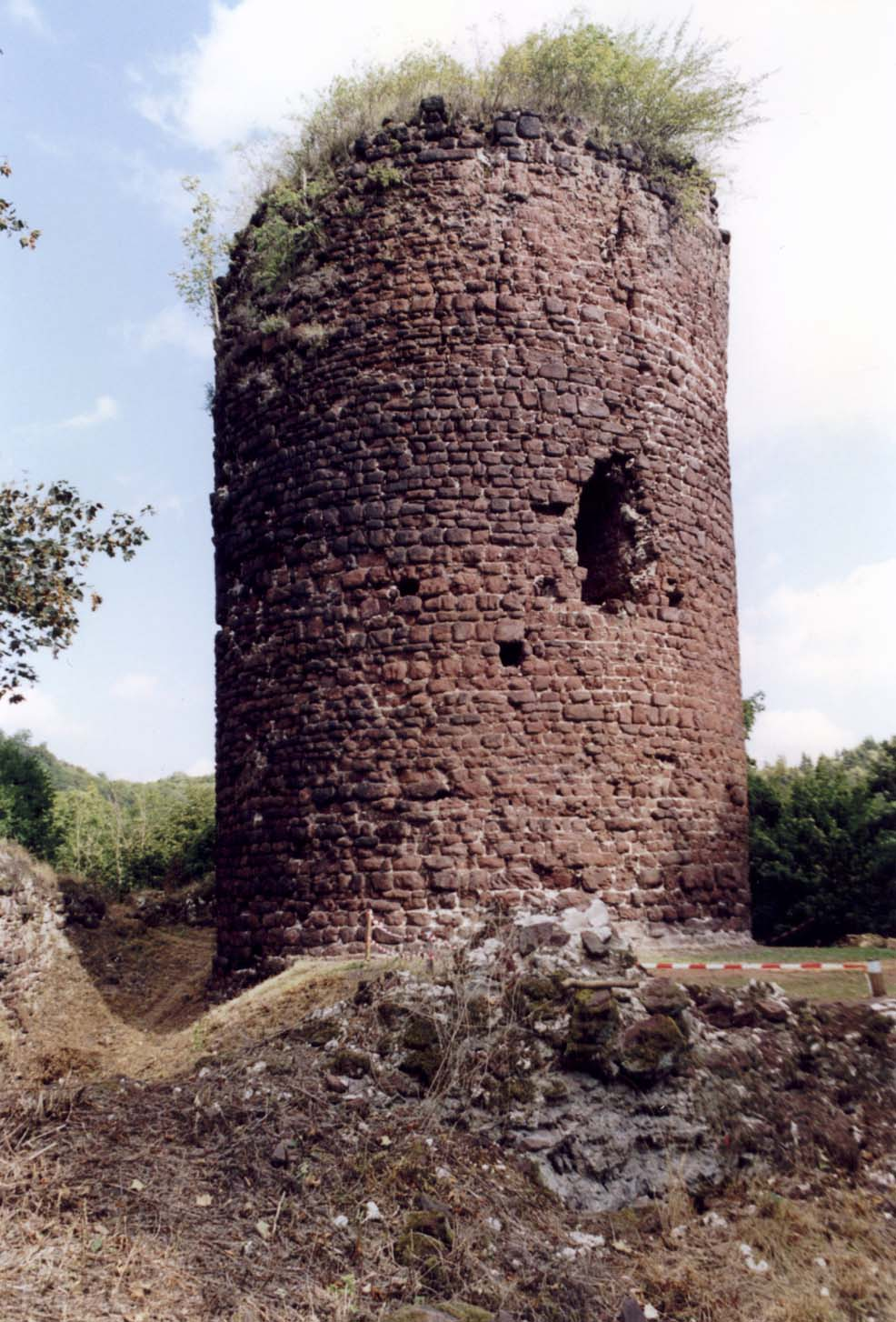
Ebersburg (Harz)
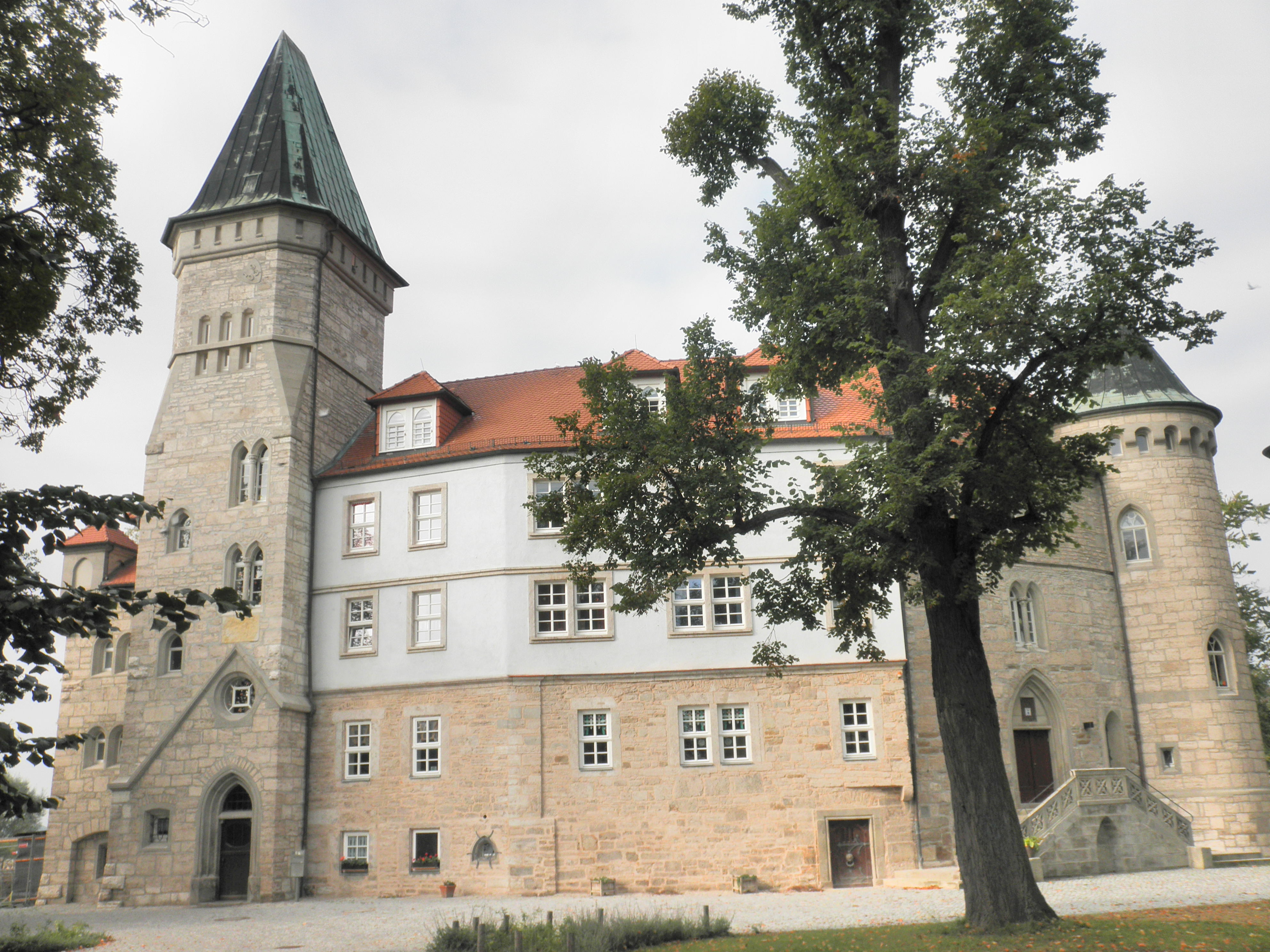
Schloss Altengottern

Johann Adolf Marschall auf Schönstedt, Alten- und Großengottern war im 17. Jh. kursächsischer Kreishauptmann, Assessor des Hofgerichtes zu Leipzig und Oberinspektor von Schulpforte. 1843 war der königlich sächsische Kammerherr und Forstmeister Graf Julius August Marschall von Burgholzhausen und Altengottern Erbmarschall in der Landgrafschaft Thüringen.
Die thüringische Familie der Marschalle ist bis auf die freiherrliche, 1634 durch Rudolph Levin Marschall gebildete Linie Altengottern im Mannesstamm erloschen. Die Marschälle von Altengottern wurden durch die Bodenreform 1945 entschädigungslos enteignet und vertrieben. Wolf Freiherr Marschall von Altengottern (1962–2013) kehrte nach der Wiedervereinigung nach Altengottern zurück.

Wappen in Siebmachers Wappenbuch

## Wappen
Der Schild zeigt in Silber zwei aufrecht stehende rote Tuchscheren (oder Schafscheren). Auf dem gekrönten Helm zwei von Rot und Silber geteilte Büffelhörner, die mit vier rot-silbernen Fähnchen besteckt sind. Die Helmdecken sind Rot und Silber. Als Beizeichen legten sich die M. v. Holzhausen eine Lilie und die M. v. Gosserstedt eine (zwei) Rose(n) zu.
Eine Wappenähnlichkeit besteht mit den fränkischen von Giech, die ebenfalls zwei Scheren im Wappen führten. Die thüringischen von Schernberg und von Nordhausen sowie die fränkischen von Scherenberg führten hingegen nur eine Schere im Wappen.

## Persönlichkeiten
- Rudolph Marschall (* um 1400–um 1460), deutscher Ritter
- Wolf Marschall († vor 1555), deutscher Hofbeamter der albertinischen Wettiner sowie Rittergutsbesitzer
- Dietrich Marschall (um 1530–1604), Erbmarschall in Thüringen, kursächsischer Rat sowie Rittergutsbesitzer
- Georg Rudolph Marschall (um 1535–1602), Erbmarschall in Thüringen, kaiserlicher Kriegsrat und Obrist
- Ludwig Ernst Marschall (1575–1652), Erbmarschall von Thüringen
- Hans Wilhelm Marschall (* um 1598–1677), Erbmarschall in Thüringen, Rittergutsbesitzer in Herrengosserstedt und Mitglied der Fruchtbringenden Gesellschaft
- Hans Melchior Marschall (1602–1628), Soldat im Dreißigjährigen Krieg, dessen Grabplatte überliefert ist
- Rudolph Levin Marschall (1605–1673), kursächsischer Kammerherr, Erbmarschall in Thüringen, Rittergutsbesitzer
- Friedrich Wilhelm Marschall (1622–1693), Erbmarschall in Thüringen und Rittergutsbesitzer in Herrengosserstedt und Zöbigker
- Wolf Friedrich Marschall auf Burgholzhausen und Tromsdorf (1687–1752), Erbmarschall in Thüringen, Kammerherr des Königs von Polen und Kurfürsten von Sachsen sowie Erb-, Lehn- und Gerichtsherr
- Ernst Dietrich Graf Marschall auf Pauscha (1692–1771), kaiserlich-österreichischer General
- August Dietrich Graf Marschall auf Burgholzhausen (1750–1824), Erbmarschall in Thüringen, Freimaurer und Illuminat
- Rudolf Levin Freiherr Marschall von Altengottern (1820–1890), Kammerherr, Landrat von Langensalza und Mitglied im Preußischen Herrenhaus (1877–1890)
- Wolf Rudolf Freiherr Marschall von Altengottern (1855–1930), preußischer General der Kavallerie und Kommandierender General des Garde-Reserve-Korps, Ritter des Pour le Mérite mit Eichenlaub
- Wolf Freiherr Marschall von Altengottern (1962–2013): Mit ihm kehrte nach der Wiedervereinigung die Familie von Marschall nach Altengottern zurück. Er war Land- und Forstwirt, Winzer, Mitglied des Kreistages (CDU), Präses der Kreissynode des Evangelischen Kirchenkreises Mühlhausen und der Landessynode der Evangelischen Kirche in Mitteldeutschland (EKM), Vorsitzender der Arbeitsgemeinschaft land- und forstwirtschaftlicher Betriebe in Sachsen und Thüringen e. V. (ALFB)